# 4608-as mellékút (Magyarország)
A 4608-as számú mellékút egy bő harminc kilométer hosszú, négy számjegyű mellékút Pest vármegye és Bács-Kiskun vármegye határvidékén; a 4-es és 5-ös főutak térségét kapcsolja össze, Cegléd és Lajosmizse városok összekötésével.

## Nyomvonala
A 4-es főútból ágazik ki, annak 68+900-as kilométerszelvényénél, Cegléd központjának északnyugati szélén, dél-délnyugati irányban, Bajcsy-Zsilinszky út néven. 700 méter után egy 90 fokos kanyart vesz kelet felé, ott Déli út lesz a neve, majd az 1+150-es kilométerszelvényénél egy elágazáshoz ér. A tovább egyenesen haladó (és a nevet is továbbvivő) út a 46 116-os számot viseli, míg a 4608-as ismét délnyugati irányban folytatódik, Mizsei út néven. 2,6 kilométer után kilép a város házai közül, kicsivel a negyedik kilométere előtt pedig eléri Csemő határát. Bő másfél kilométeren át a határvonalat kíséri, majd teljes egészében csemői területre ér.
Itt eleinte a korábbinál nyugatabbi irányt vesz, majd a 9. kilométere körül visszatér a délnyugati irányhoz. Már majdnem a 10. kilométerénél jár, amikor belép Csemő belterületére. Kezdeti rövid szakasza a Ceglédi út nevet viseli, de pár lépés után egy elágazáshoz ér: nyugat felé a 46 126-os út ágazik ki belőle, amely a belterület nyugati részére és Hantháza településrészre vezet, illetve Mikebuda is erről az útról érhető el. A folytatásban az út a Szent István út nevet viseli, de kevesebb, mint egy kilométeren át: még a 11. kilométere előtt kilép a község házai közül, a 13+150-es kilométerszelvényénél pedig eléri Nagykőrös határszélét, de messze elkerüli a város lakott területét.
Innen egy darabig a határvonalat kíséri, majd a 14+700-as kilométerszelvényénél találkozik a 4601-es úttal. Itt nyugat-északnyugati irányba fordul és az említett úttal közös nyomvonalon halad tovább, több mint 4 kilométeren át, kilométer-számozás tekintetében azzal ellenirányban húzódva, a Pesti út nevet viselve. Nagyjából egy kilométer után ismét teljes egészében csemői területre tér vissza, majd elhalad Hantháza településrész, illetve a megszűnt Cegléd–Hantháza-vasútvonal egykori végállomási épületei mellett (ugyanott visszatorkollik bele a 46 126-os út is). A 19. kilométerét elhagyva újra dél-délnyugati irányba fordul és ismét különválik a 4601-es úttól, 20,7 kilométer után pedig végleg elhagyja Csemő területét, és egyben Pest megyét is.

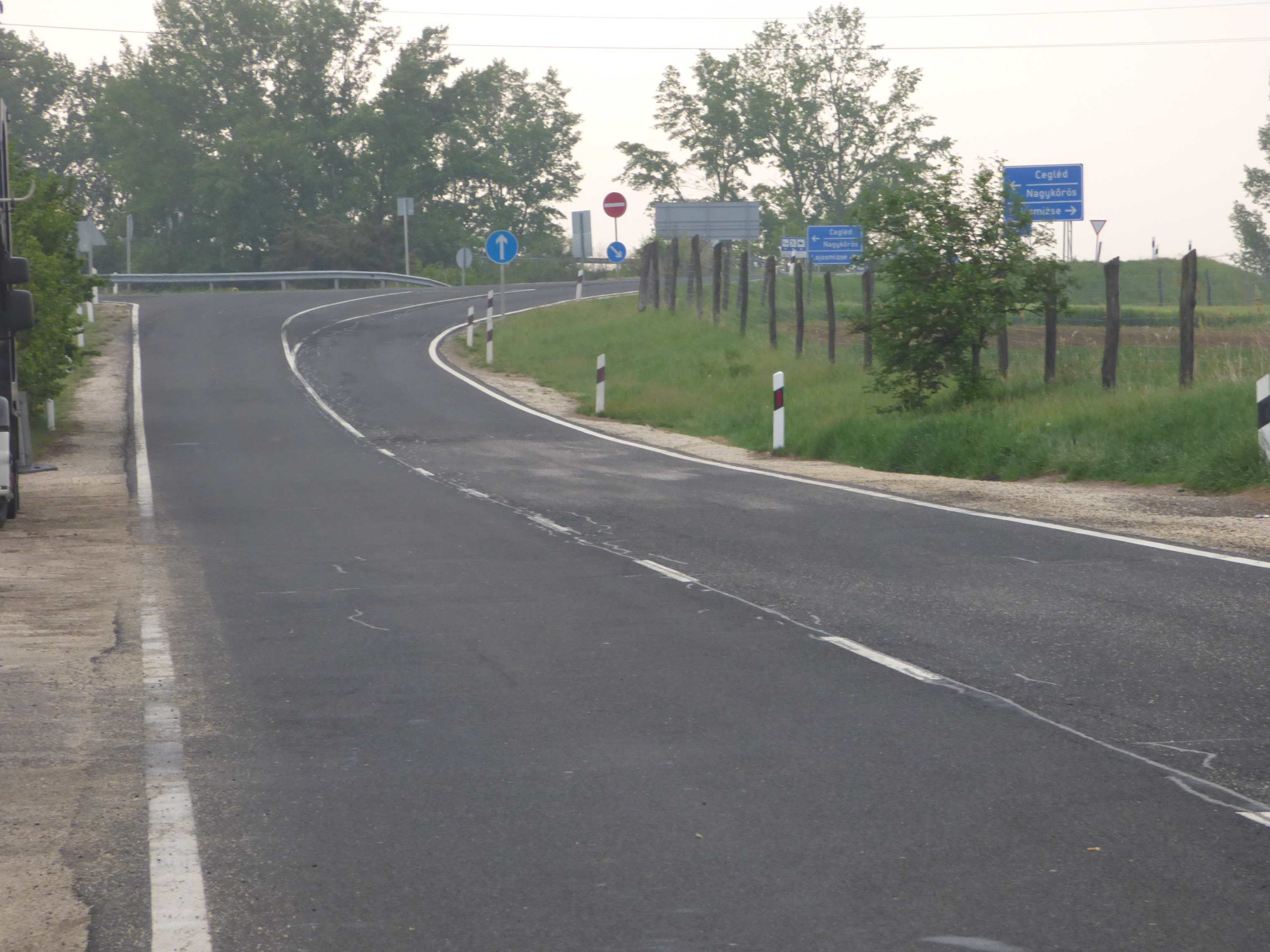
Az 50 428-as út, amely az M5-ös autópálya lajosmizsei pihenőhelyéről vezeti a Budapest felől érkező forgalmat a 4608-as útra, a háttérben ez utóbbi útirányjelző táblája is látható

A folytatásban már Lajosmizse közigazgatási területén húzódik, nyomvonalát váltakozóan tanyák és különböző művelési ágakba eső mezőgazdasági területek kísérik. 27,6 kilométer után keresztezi az M5-ös autópálya nyomvonalát, amely itt a 67. kilométere táján tart; felüljárón halad át a sztráda felett, amellyel csomópontja is van. A 28. kilométerénél egy körforgalmú csomópontba érkezik: a tovább egyenesen haladó út már Lajosmizse belterületén vezet tovább – régebben ez lehetett az út utolsó szakasza –, azonban a 4608-as itt nyugatnak fordul, hogy északról elkerülje a város lakott részeit. Majdnem pontosan két kilométerrel ezután, az 5-ös főútba beletorkollva ér véget, annak 66+550-es kilométerszelvényénél, körforgalmú csomópontban.
Teljes hossza, az országos közutak térképes nyilvántartását szolgáló kira.gov.hu adatbázisa szerint 30,084 kilométer.

## Települések az út mentén
- Cegléd
- Csemő
- (Nagykőrös)
- Lajosmizse